# Епархия Санта-Роса-де-Ососа

Герб епархии Санта-Роса-де-Ососа

Епархия Санта-Роса-де-Ососа (лат. Dioecesis Sanctae Rosae de Osos ) — епархия Римско-Католической церкви с центром в городе Санта-Роса-де-Осос, Колумбия. Епархия Санта-Фе-де-Ососа входит в митрополию Санта-Фе-де-Антиокии. Кафедральным собором епархии Санта-Роса-де-Ососа является церковь Пресвятой Девы Марии Розария.

## История
5 февраля 1917 года Римский папа Бенедикт XV выпустил буллу «Quod Catholicae», которой учредил епархию Санта-Роса-де-Ососа, выделив её из епархии Антьокии (сегодня — Архиепархия Санта-Фе-де-Антиокии). В этот же день епархия Санта-Роса-де-Ососа вошла в митрополию Медельина.
18 июня 1988 года епархия Санта-Роса-де-Ососа вошла в митрополию Санта-Фе-де-Антиокии.

## Ординарии епархии
- епископ Maximiliano Crespo Rivera (7.02.1917 — 15.11.1923) — назначен архиепископом Попаяна;
- епископ Miguel Ángel Builes (27.05.1924 — 29.09.1971);
- епископ Joaquín García Ordóñez (29.09.1971 — 10.06.1995);
- епископ Jairo Jaramillo Monsalve (10.06.1995 — 13.11.2010) — назначен архиепископом Барранкильи;
- епископ Хорхе Альберто Осса Сото (15.07.2011 — по настоящее время).

## Источник
- Annuario Pontificio, Libreria Editrice Vaticana, Città del Vaticano, 2003, ISBN 88-209-7422-3
- Булла Quod catholicae, AAS 13 (1921), стр. 457 (лат.)